# Corn-picker

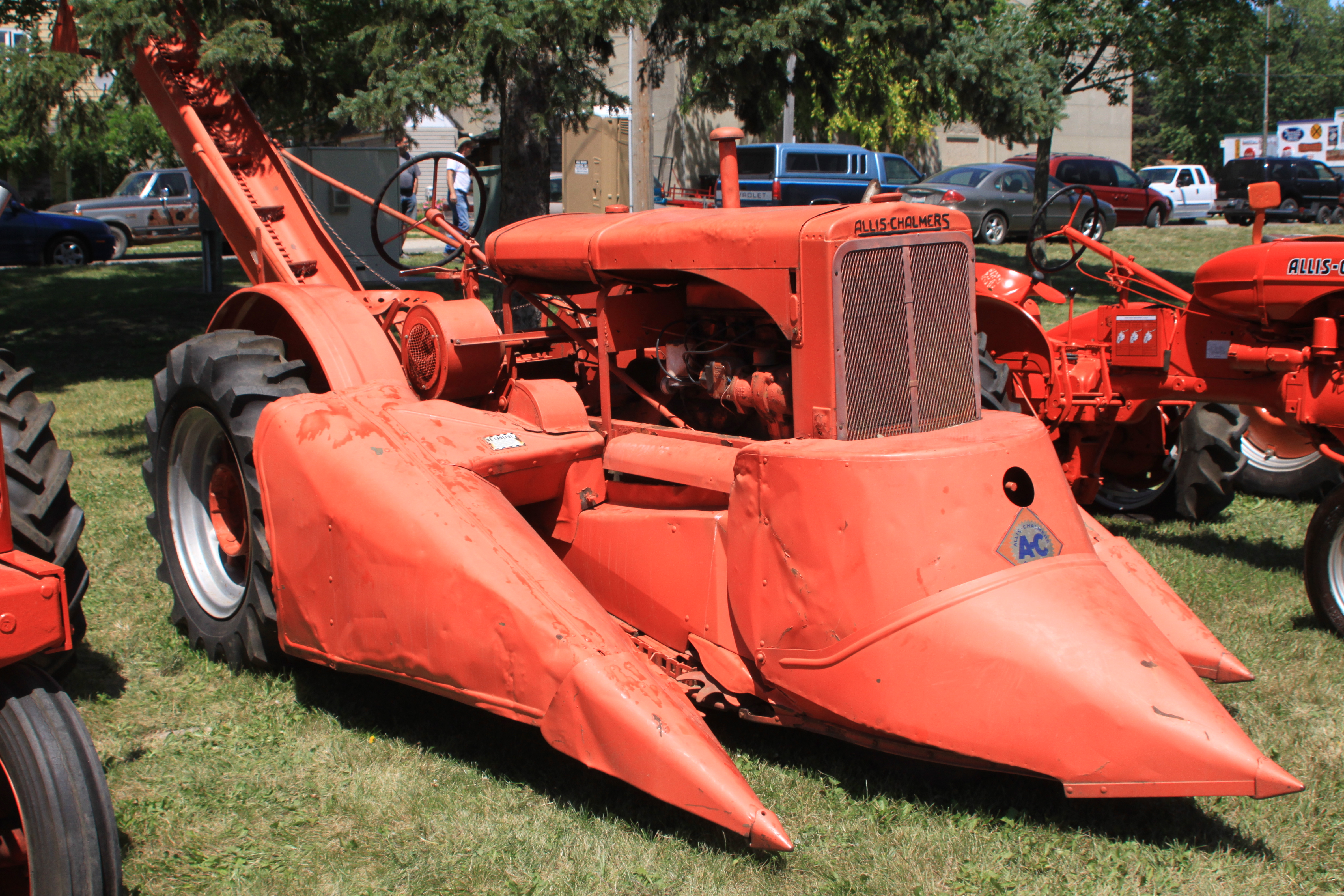
Corn-picker porté deux rangs monté sur un tracteur Allis-Chalmers.

Le Corn-picker est une machine agricole destinée à ramasser le maïs en épis dépouillés de leurs spathes, inventée aux États-Unis fin XIXe siècle - début XXe siècle. Des marques comme John Deere, Case, New Idea (rachetée par White Farm Equipment (en)) ) en sont les pionniers.
En anglais corn-picker désigne soit la machine complète (en français cueilleur-épanouilleur ou corn-picker pour les professionnels), soit la table de coupe à maïs adaptable sur une moissonneuse-batteuse. 
Corn-picker ne doit pas être confondu avec corn-sheller, autre mot anglais utilisé en français comme terme technique pour une machine d'apparence semblable au corn-picker mais couplée à un batteur, ce qui en fait un cueilleur-égreneur ou une moissonneuse-batteuse spécialisée. 

## Méthode de récolte
La récolte du maïs peut se faire dès que les spathes ont jauni, lorsque le taux d'humidité des grains est descendu en-dessous de 35-45 %. Les épis dépoullés de leurs spathes doivent être ensuite séchés pour ramener le taux d'humidité entre 14 et 15 %. Le séchage se fait généralement naturellement, sous l'effet de l'air ambiant, dans des cribs (silos cages) grillagés. C'est la méthode la plus économique mais qui nécessite plusieurs semaines. On peut également utiliser un système de ventilation forcée, méthode qui nécessite une légère dépense d'énergie.

## Histoire
À ses débuts le corn-picker est utilisé surtout aux États-Unis . C'est une machine qui récolte les épis de maïs sur un ou deux rangs à la fois au moyen de becs à maïs (cueilleurs à chaînes) ; elle enlève aussi les spathes des épis (épanouillage) et charge les épis nus dans une remorque suiveuse. 
Le premier corn-picker aurait été créé par John Powell en 1920 dans l'Indiana (Voir (en) Kokomo, Indiana). En 1926, reprenant cette invention, New Idea construit le premier corn-picker entraîné par la prise de force du tracteur ; son usage se répand vite car la technique de travail est assez simple et efficace. Ce n'est que dans les années 1930 que l'on voit apparaître des corn-pickers en Europe, à une époque où le tracteur est un peu plus présent dans les fermes. Les constructeurs locaux se mettent à copier voire à repenser ces machines américaines. On trouve ainsi des corn-pickers portés ou à trémie superposée au tracteur (marque Bourgoin en France, par exemple) ce qui permet de gagner en adhérence par rapport à la remorque tirée derrière le corn-picker. Et le maïs est de plus en plus cultivé. 
C'est alors qu'apparaissent des corn-pickers automoteurs, des machines qui se vendent bien du fait de leur meilleure rentabilité et de l'absence de soucis majeurs. Au fil des années ces automoteurs deviennent majoritaires dans les exploitations de maïs jusqu'à leur remplacement fréquent par les moissonneuses-batteuses dans les années 1970 au moment où les coopératives et grandes exploitations s'équipent de séchoirs à grains au fuel ou au gaz performants.

## Intérêt du corn-picker
C'est la première machine mise au point pour la récolte du maïs.
Comme la récolte est découplée du battage, il est possible de récolter le maïs à un taux d'humidité supérieur  compris entre 35 et 45 %(mais de préférence inférieur à 35 % d'eau) à celui exigé lors d'une récolte à la moissonneuse-batteuse, ce qui permet de libérer le sol plus tôt et parfois d'éviter les pluies d'automne et donc la compaction du sol. Le corn-picker demande peu de puissance comparativement au corn-sheller ou à la moissonneuse, le battage du maïs en demandant beaucoup. De ce fait, il a pu être utilisé très tôt avec de petits tracteurs (20 chevaux pour un rang).
Les grains en épis continuent à mûrir après la récolte à cause des échanges entre le grain et la rafle ce qui améliore leur qualité.
Le corn-picker reste utilisé (en 2021) pour la récolte de semences, d'épis de maïs-légumes, pour les maïs de qualité (grâce au séchage lent) destinés à la consommation humaine en grains (pop-corn) ou certaines productions de foie-gras, particulièrement pour les oies en auto-gavage (Gavage des oies et des canards), dans un souci d'économie d'énergie de séchage ou dans une optique écologique (lutte contre le réchauffement climatique).
Il reste que le corn-picker est loin d'atteindre les importants débits de chantier assurés par la moissonneuse-batteuse. D'autre part le découplage récolte-battage nécessite des transferts et manipulations de produits généralement fastidieux bien que l'on ait tenté d'automatiser le passage en crib.

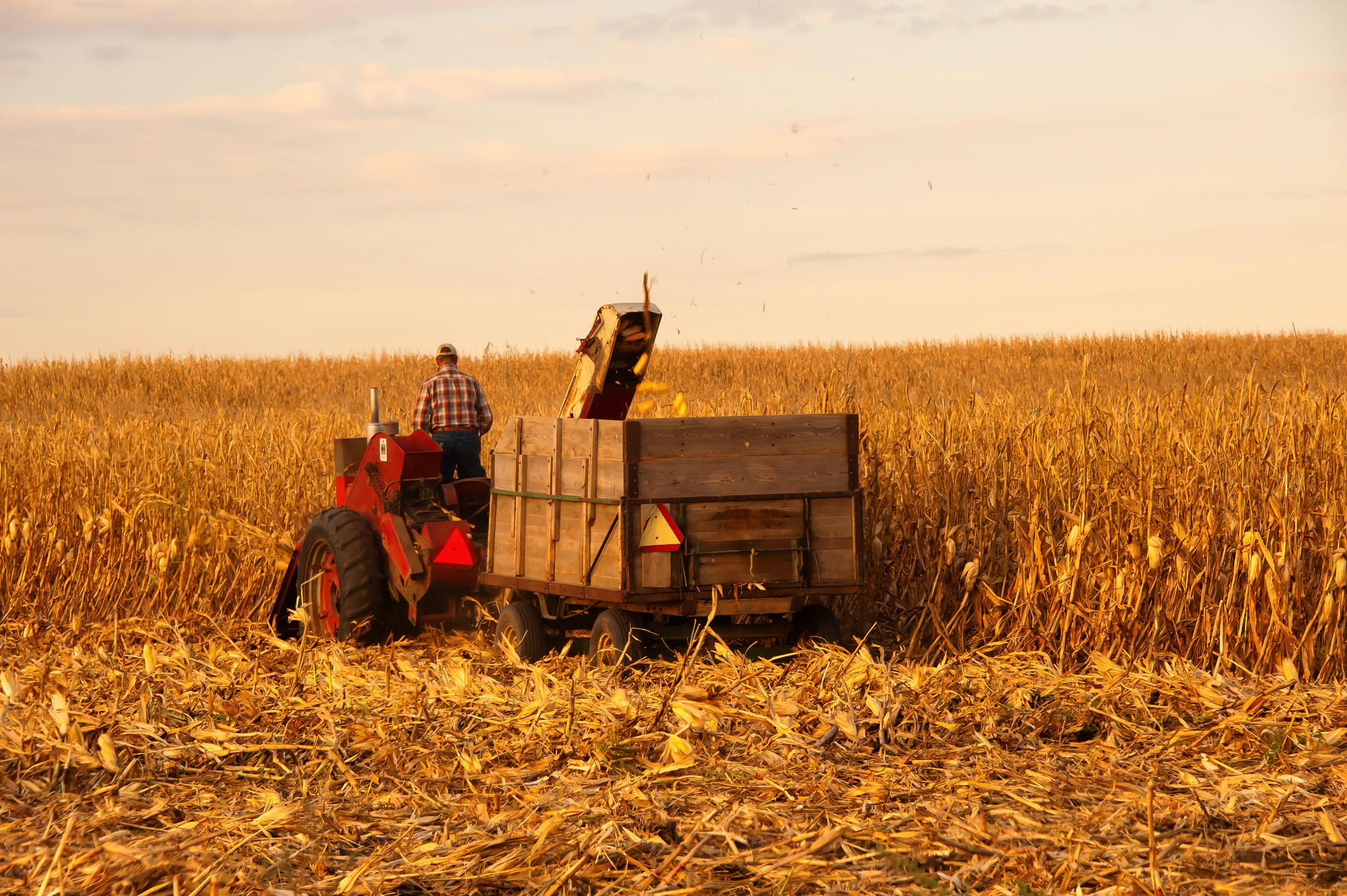
Corn-Picker International Harvester en action en Iowa en 2011 (matériel des années 1950-1960).
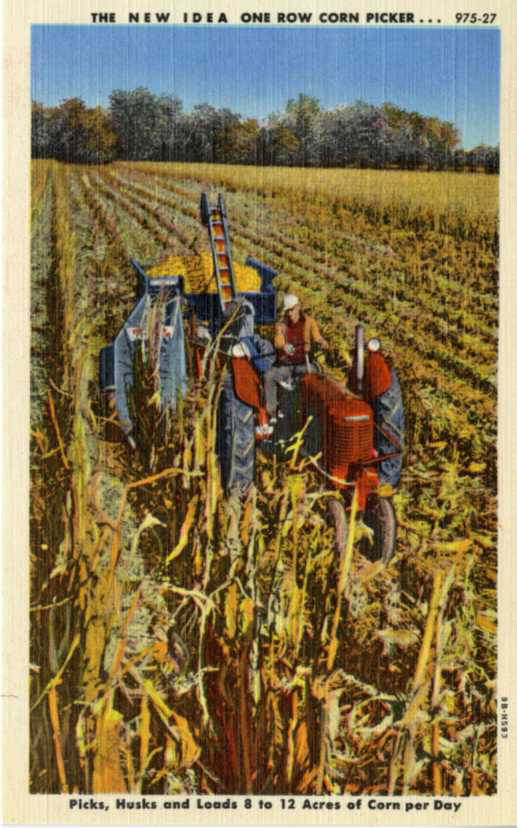
Corn-picker un rang NEW IDEA, 1949.
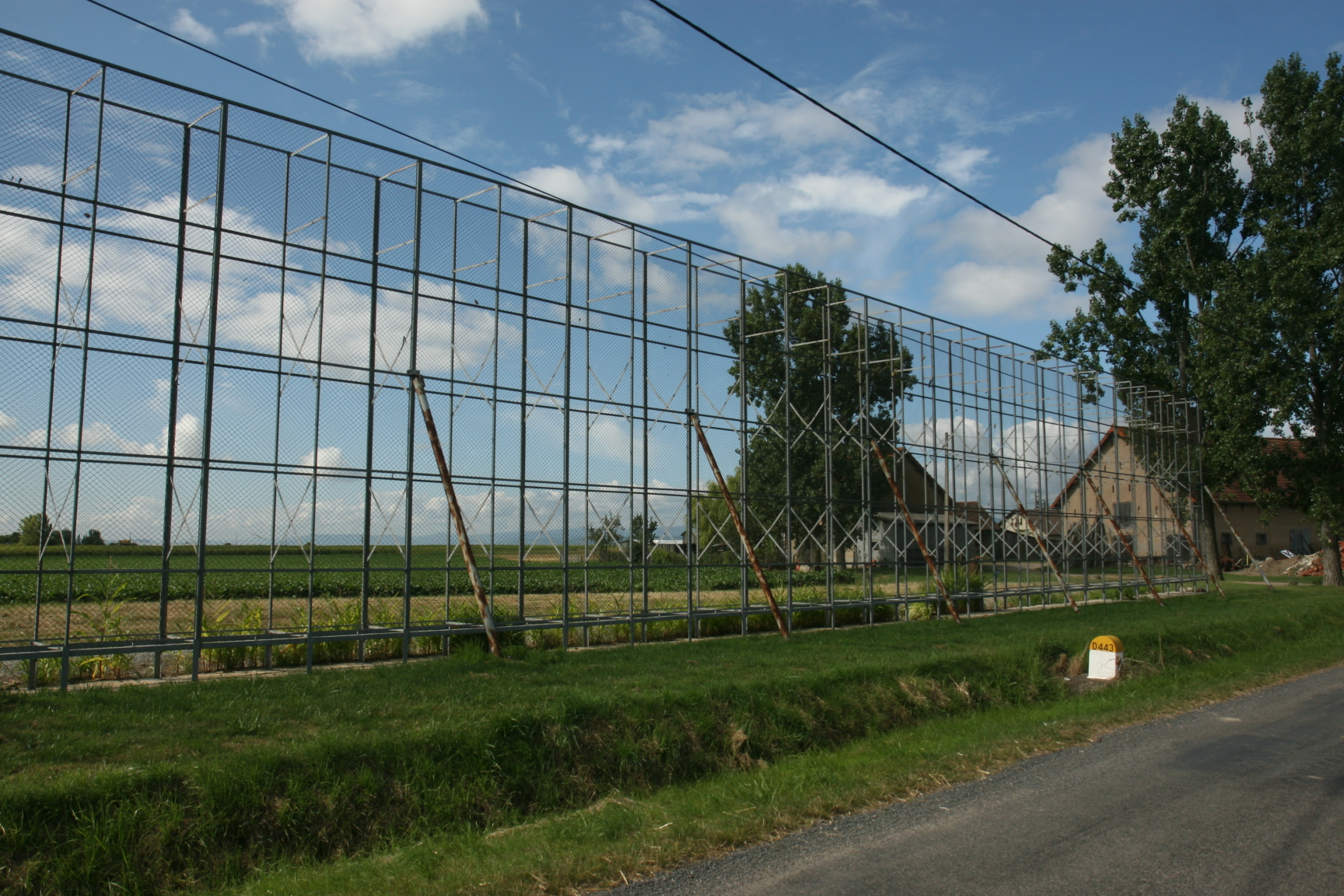
Crib à maïs avant remplissage. Étape suivant la récolte au corn-picker, le crib permet le séchage des épis à l'air libre. Limagne, 2009.
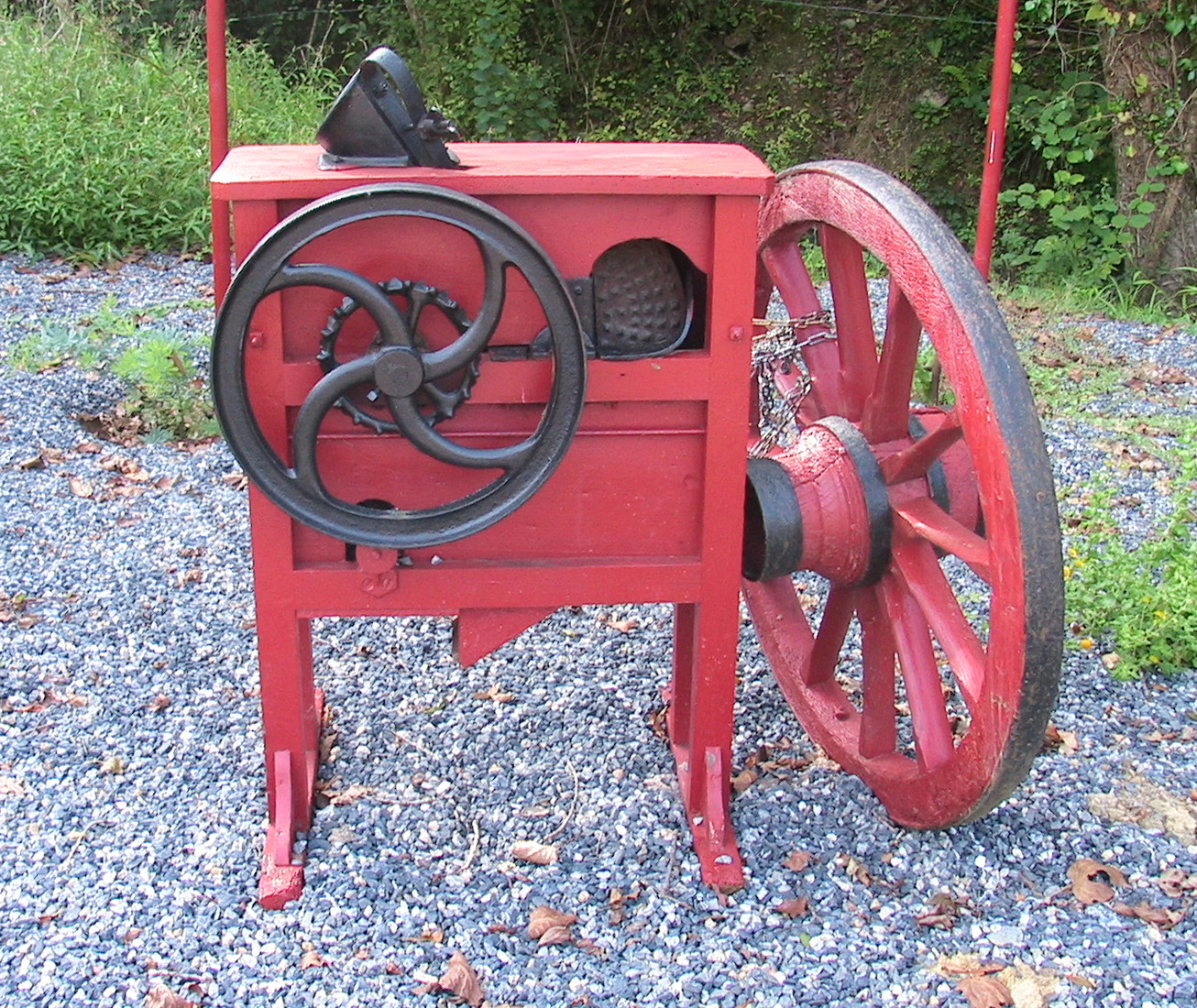
Égraineuse (ou batteuse) à maïs (attachée à une roue sans rapport). Elle était utilisée après séchage complet des épis, c'est-à-dire au début de l'été de l'année suivant la récolte au corn-picker.

## Autre source
- Tractorama Magazine Bimensuel : Patrimoine : La récolte du Maïs partie 1 et 2 [source insuffisante]